# 1917 命をかけた伝令
『1917 命をかけた伝令』（いちきゅういちなな いのちをかけたでんれい、原題：1917）は、2019年制作のイギリスとアメリカ合衆国の合作による戦争映画。
第一次世界大戦に投入された2人の若きイギリス兵のある1日を全編ワンカットに見えるように密着して追い掛ける。サム・メンデス監督。プレミアムシアター規格はIMAX DMR（GTテクノロジーの1.43:1の画面サイズには非対応）、ドルビーシネマ、ドルビーアトモスに対応。

## 概要
1917年4月6日、ヨーロッパは第一次世界大戦の真っ只中にあった。その頃、西部戦線にいたドイツ軍は後退していた。しかし、その後退はアルベリッヒ作戦に基づく戦略的なものであり、連合国軍をヒンデンブルク線にまで誘引しようとするものであった。イギリス陸軍は航空偵察によってこの事実を把握し、明朝に突撃する予定のデヴォンシャー連隊第2大隊に伝えようとした。しかし、彼らに情報を伝えるための電話線は切れてしまった。そこでエリンモア将軍は2人の兵士・トムとウィルを呼び出し、現地へ行って第2大隊に作戦中止の情報を伝えることを命じた。第2大隊には1,600名もの将兵が所属しており、この事実を知らせないと壊滅的な被害を受けてしまうことは明白だった。さらにその中にはトムの兄・ジョセフもいた。
トムとウィルは前線にいる多数の味方を救うため、限られた時間で屍臭漂う無人地帯を抜け、どこに敵が残るかも分からぬ危険な戦場を進んでゆく。その過酷な旅路をカメラが常時捉え続ける。
なお、本作のストーリーはフィクションではあるが、メンデス監督が、キングス・ロイアル・ライフル第一大隊の上等兵だった祖父のアルフレッド・H・メンデスから聞いたエピソードを多数用いている。大戦中、アルフレッドはイギリス軍で西部戦線の伝令を務めていた。

## キャスト
※括弧内は日本語吹替
- ウィリアム・“ウィル”・スコフィールド - ジョージ・マッケイ（小林親弘）

デヴォンシャー連隊第8大隊所属。階級は伍長代理。
ソンムの激戦を経験している若き下士官。
- トム・ブレイク - ディーン＝チャールズ・チャップマン（最上嗣生）

ウィルの戦友だが、彼よりも従軍歴は浅い。階級は同じく伍長代理。
- スミス大尉 - マーク・ストロング（田中正彦）

チェシャー連隊所属の将校。ウィルを気遣う部下思いの上官。
- レスリー中尉 - アンドリュー・スコット（小原雅人）
- ジョセフ・ブレイク中尉 - リチャード・マッデン（川田紳司）

デヴォンシャー連隊第2大隊D中隊所属。トムの兄。
- ラウリ - クレア・デュバーク
- エリンモア将軍 - コリン・ファース（森田順平）
- マッケンジー中佐 - ベネディクト・カンバーバッチ（三上哲）

デヴォンシャー連隊長。呼称上は大佐だが、劇中では中佐の階級章を佩用している。
- サンダース軍曹 - ダニエル・メイズ
- ヘプバーン少佐 - エイドリアン・スカーボロー（英語版）
- リチャーズ中尉 - ジェイミー・パーカー（英語版）
- ハットン中尉 - マイケル・ジブソン（英語版）
- コリンズ大佐 - リチャード・マッケイブ（英語版）
- ブレン一等兵 - クリス・ウォーリー（英語版）
- セポイ・ジョンダラー - ナバーン・リズワン
- コーネリアス一等兵 - マイケル・コーネリアス
- クック一等兵 - アンソン・ブーン

## 製作
2018年6月18日、サム・メンデス監督が新作映画の製作に着手したと報じられた。9月5日、トム・ホランドが本作の出演交渉に臨んでいるとの報道があったが、交渉は不首尾に終わった。10月、ロジャー・ディーキンスが本作の撮影監督に起用された。同月26日、ジョージ・マッケイとディーン＝チャールズ・チャップマンに本作の出演オファーが出ていると報じられた。2019年3月、コリン・ファース、ベネディクト・カンバーバッチ、マーク・ストロングらがキャスト入りした。

### 撮影
2019年4月、本作の主要撮影が始まった。本作は全編ワンカットで撮影されたように見えるが、実際には複数回の長回しによって撮影された映像をワンカットに見えるように繋げたものである。撮影チームはそうできるようにカメラの動きを綿密に計算した上で撮影を行った。また、本作のシーンの中には、500人ものエキストラを動員して撮影されたシーンがいくつか存在する。
ソールズベリー平原で撮影が行われた際には、遺跡の保存活動に従事する人々が「平原でセットを建設する際は、未発見の遺跡を損壊しないよう、事前に建設場所の調査を行って欲しい」との要望を出してきた。また、ティーズ川付近での撮影に際しては、戦場でのシーンの撮影ということもあって、大量の偽死体が設置された。製作チームは地元住民が死体を本物と勘違いするのを防ぐために「これらの死体は全て模造品です」という看板を設置した。

### 音楽
2019年3月6日、トーマス・ニューマンが本作で使用される楽曲を手掛けるとの報道があった。12月20日、本作のサウンドトラックが発売された。

## 公開・マーケティング
2019年8月1日、本作のオフィシャル・トレイラーが公開された。10月3日、本作のオフィシャル・トレイラー第2弾が公開された。12月4日、本作はロイヤル・フィルム・パフォーマンスでプレミア上映された。
アンブリン・パートナーズの所有者を担当していた番組制作・配給会社エンターテインメント・ワンは、2019年12月30日にハズブロの子会社になったため、本作から『ドラキュラ/デメテル号最期の航海』までにかけて、アンブリン・パートナーズ製作作品における日本では、従来の作品で提供を行っているNBCユニバーサル・エンターテイメントジャパンとアリババ株式会社に加え、ハズブロジャパンとの共同提供となっている。

## 興行収入
2019年12月25日、本作は全米11館で限定公開され、公開初週末に57万6216ドル（1館当たり5万2383ドル）を稼ぎ出し、週末興行収入ランキング初登場16位となった。2020年1月10日、本作は全米3434館にまで公開規模が拡大され、公開週末に3700万ドルを稼ぎ出し、週末興行収入ランキング1位となった。

## 評価
本作は批評家から絶賛されている。映画批評集積サイトのRotten Tomatoesには357件のレビューがあり、批評家支持率は89%、平均点は10点満点で8.43点となっている。サイト側による批評家の見解の要約は「観客の心に強く響く作品で、技術面で成し遂げたことも素晴らしい。『1917 命をかけた伝令』は第一次世界大戦の塹壕戦を驚くほどの生々しさで捉えきっている」となっている。また、Metacriticには56件のレビューがあり、加重平均値は79/100となっている。なお、本作のCinemaScoreはA-となっている。

## 歴史的正確性
この映画は、1917年2月9日から3月20日までの間に行われた、より短く、より防御しやすいヒンデンブルク線上の新しいポジションへのドイツ軍の撤退作戦「アルベリヒ作戦」に触発されたものである。しかし、主役も脇役もすべて架空の人物と見られている。 
ニューヨーク・タイムズ紙に書いたキャシー・テンペルスマンは、このストーリーは戦争の「危険なほど誤解を招く」絵を提供しており、映画内では「トップダウンの人命の尊厳への懸念」を示唆しているのに対し、現実は「イギリスの上層部が何十万人もの若者を死なせるために送り込んだのだから、恐ろしく無関心だった」と論じている。彼女は、「偽りの英雄主義と映画製作の驚異的な偉業」は「『大戦争』の真の殺戮からの逃避」を提供するのに役立ち、現実には1600人の犠牲者が出る可能性があっても、映画で描かれた反応を引起こさせることはなかっただろうと付け加えている。 
軍史家ジェレミー・バニングは、「映画が描いているような、一部の大隊が元のドイツの陣地から9マイル先にあり、他の大隊がこの戦線に人員が配置されているかどうかを知らないように見える、ということは全く理解できない。デヴォンシャー連隊による攻撃に関しては、いかなる部隊も適切な砲兵の支援なしには攻撃しなかっただろう」と語っている。 
この映画には多人種の脇役がおり、黒人とインド人の俳優が塹壕の中のイギリス兵を演じている。実際には、第一次世界大戦中にイギリス陸軍（植民地の連隊ではなく）に従軍していた黒人兵士の数は不明だが、無視できるほどの数であった可能性が高い。デボンシャー連隊は、西インドやアフリカの部隊と一緒に旅団を組んだことはなかった（同連隊は第8師団で戦争を遂行した）。イギリスに住む黒人のカリブ人を含むカリブ海地域から 15,000人以上が入隊し、1915年までに彼らを一つの連隊にまとめることが決定され、イギリス西インド連隊と名づけられていた。インドのシーク教徒は、イギリスの連隊や兵団の階級に個人としてではなく、イギリスのインド軍の一部として、それぞれの連隊に所属していたはずである。1917年までにインド歩兵は西部戦線から撤退して中東に送られ、一方でインド騎兵は残った。

## 受賞
第77回ゴールデングローブ賞において、ドラマ部門の作品賞と監督賞の2冠に輝いた。
第92回アカデミー賞において、撮影賞、視覚効果賞、録音賞の3冠を獲得した。
第44回日本アカデミー賞では優秀外国作品賞を受賞した。